# Michael L. Strang

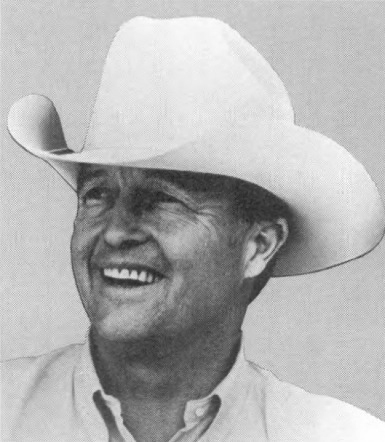
Michael L. Strang

Michael Lathrop „Mike“ Strang (* 17. Juni 1929 im Bucks County,  Pennsylvania; † 12. Januar 2014 in Carbondale, Colorado) war ein US-amerikanischer Politiker. Zwischen 1985 und 1987 vertrat er den dritten Wahlbezirk des Bundesstaates Colorado im US-Repräsentantenhaus.

## Werdegang
Michael Strang besuchte bis 1956 die Princeton University und studierte zwischen 1956 und 1957 an der Universität Genf in der Schweiz. Zwischen 1950 und 1953, in der Zeit des Koreakrieges, war er Leutnant in der US-Armee. Zwischen 1957 und 1985 war Strang im Bankgeschäft und als Rancher tätig.
Strang schloss sich der Republikanischen Partei an und wurde bei den Kongresswahlen des Jahres 1984 als deren Kandidat in das US-Repräsentantenhaus in Washington gewählt. Dort löste er am 3. Januar 1985 den Demokraten Raymond P. Kogovsek ab. Da er bei den Wahlen des Jahres 1986 gegen Ben Nighthorse Campbell verlor, konnte Strang bis zum 3. Januar 1987 nur eine Legislaturperiode im Kongress absolvieren. Nach seiner Zeit im Kongress widmete sich Strang der Pferde- und Viehzucht. Er war außerdem Berater in Steuerfragen sowie für den Umgang mit den Bodenschätzen. Er lebte zuletzt in Carbondale.